# Oxysel
Un oxysel est un sel comportant de l'oxygène. L'oxygène est généralement porté par la partie électronégative du sel, c'est-à-dire qu'un oxysel est un sel d'oxyacide (quand l'oxysel est un composé ionique, son anion est un oxyanion).
Parmi les oxysels on peut citer les nitrites et nitrates, les phosphites et phosphates, les oxysulfures, sulfites, sulfates et thiosulfates, les hypochlorites, chlorites, chlorates et perchlorates, les silicates, les manganites, manganates et permanganates, les molybdates, les tungstates, les vanadates, etc.